# Every Day Is a Holiday (canción de Katy Perry)
«Every Day Is a Holiday» —en español: «Cada día es un día de fiesta»— es una canción navideña interpretada por la cantante y compositora estadounidense Katy Perry. Producida por Duke Dumont, la canción fue lanzada el 23 de noviembre de 2015 como parte de la campaña de vacaciones de H&M. Es una pista bailable de Navidad inspirado por el Evangelio hablando sobre que el amor es el mejor regalo de Navidad. «Every Day Is a Holiday» fue acompañado por un comercial promocional dirigido por Jonas Åkerlund, el mismo día de su lanzamiento.

## Composición
"Every Day Is a Holiday" fue escrito por Perry y producida por Duke Dumont. . Líricamente, la canción habla de cómo el mejor regalo de Navidad que se puede obtener es el amor. Cuenta con un coro de fondo como Perry canta el estribillo:
We don't need a thing under the tree

You give me all I need

Every day is a holiday

When you're the reason to celebrate

Every day is a holiday

When you're the reason
La pista coniene una esencia de discoteca de los 70's y un gran golpeteo línea de bajoe". es una pista inspirada en el evangelio , y la primera canción navideña de Perry.

## Lanzamiento y promoción
La canción fue lanzada el 23 de noviembre de 2015. El mismo día, apareció en un comercial de dos minutos para H&M's 2015 campaña de vacaciones. Cuenta con Perry interactuando con los hombres de pan de jengibre, regalos y grandes osos de peluche, mientras se divierten diversas ropas con las Fiestas hechas por la tienda. El comercial fue dirigido por Jonas Åkerlund y filmado en julio de 2015. Perry a sí misma lo describió como "muy alegre", a y estaba feliz de vestir H & M de la ropa en el video ya que "H & M ha sido una parte de la evolución de mi estilo personal desde que tenía 13 años, cuando me gustaría empezar a incorporar diversión, H & M piezas en mi armario vintage ".

## Recepción musical
Lara O'Reilly de Business Insider criticó el video como "extraño" mientras Idolator 's Bianca Gracie lo describió como "un poco cursi, pero divertido". La escritura de  Fuse, Jeff Bejamin elogió la canción como "pegajoso" y puesto que el número uno en un "Best Holiday Songs of 2015" la lista. VH1 también dio una crítica positiva, llamando a la "diversión" comercial y "energético" y sintió trajes de Perry eran "lindo". LLauren Valenti des Marie Claire apodado la canción ", un tema lleno de buenas noticias".